# Ludmila Ulehla
Ludmila Ulehla (* 20. Mai 1923 in Flushing, Queens, New York City; † 5. Dezember 2009) war eine US-amerikanische Komponistin, Musikpädagogin und Autorin.

## Leben und Wirken
Ulehla stammte aus einer Familie tschechischer Herkunft. Sie hatte als Kind Klavier- und Violinunterricht und komponierte bereits im Alter von fünf Jahren kleine Stücke für diese Instrumente. Sie studierte an der Manhattan School of Music Komposition bei Vittorio Giannini. Hier unterrichtete sie ab 1947 Komposition und leitete von 1972 bis 1989 die Fakultät für Komposition.
Unter ihren Schülern finden sich Komponisten wie Henriette Müller und Larry Hochman, der Pianist und Komponist David Kane ebenso wie die Jazzmusiker Tim Sund und Richie Beirach.

## Werke
- Gargoyles für Sopran, Fagott und Klavier, 1970
- Elegy for a Whale für Flöte, Cello, Klavier und Tonband, 1975
- Unrolling a Chinese Scroll für Flöte, Klarinette und Fagott, 1985
- Remembrances für Violine und Klavier, 1989
- Symphony in Search of Sources für Orchester, 1990
- Sybil, Daughter of the American Revolution, Kammeroper, 1993
- Undersea Fantasy für Orchester, 1999
- Sonata for Improvisation für Klarinette oder Sopransaxophon und Klavier, 1997

## Schriften
- Contemporary Harmony. Romanticism through the Twelve-Tone-Row. New York 1966; Advance Music, Rottenburg 1994, ISBN 978-3-89221-061-0